# Lippold Ben Chluchim
Lippold ben (Judel) Chluchim (1530, Praha – 28. ledna 1573, Berlín) byl dvorní Žid a mincmistr na dvoře kurfiřta Jáchyma II. Hektora v Berlíně.

## Život
Narodil se v Praze jako syn Hluchima Lippolda.
Poté, co v roce 1539 Philipp Melanchthon vystoupil na knížecím sněmu ve Frankfurtu nad Mohanem a pogrom z roku 1510 označil za zločin, byl Josel z Rosheimu přijat Jáchymem II. a v červnu 1539 se mu podařilo pro Židy vyjednat povolení k znovuotevření obce v Braniborsku. 2. června téhož roku Jáchym II. přestoupil k luteránském vyznání. Lippold se se svým bratrem a otcem kolem roku 1542 přestěhoval do Berlína.

### Za Jáchyma II.
Poté, co se v dubnu 1549 kurfiřtský dvorní faktor Michael z Derenburgu stal obětí přepadení při převozu kurfiřtských paněz Frankfurtu nad Odrou do Berlína, jmenoval Jáchym II. v roce 1556 Lippolda svým pokladníkem a dvorním Židem, také předsedou všech braniborských Židů a v roce 1567 také mincmistrem. Ten ve své funkci přenesl mincovnu doNikolaiviertelu (dnešní obchodní budova Kurfürstenhöfe).
Jelikož Pruské vévodství bylo v té době polským lénem, bylo pro polského krále Zikmunda II. Augusta důležité dosažení vyrovnané finanční politiky. To se podařilo v roce 1569, když král, švagr Jáchyma II., jeho a berlínské Hohenzollerny dědici v Pruského vévodství. K jeho financování – potažmo kvůli neuspokojivému vedení financí Jáchymem II. – podrobil zejména židovské obyvatelstvo Braniborska, vysokým daním. Jáchym II. se nezastavil ani před podhodnocováním mincí a zabavování majetku.
Kancléř Lampert Distelmeyer mezitím protiprávně předal Lippoldovým dlužníkům svá převedená sliby a směnky bez zpětného odkupu. Lippold byl po třech měsících ve vyšetřovací vazbě držen v domácím vězení, nebyl propuštěn, nýbrž v roce 1573 podroben ponižujícím výslechům kvůli podezřením z použití magie a podezření z vraždy. Lippold pochopil bezvýchodnost situace a prosil, aby jej ušetřili mučení a doufal, že bude popraven bez dalšího utrpení. V svém „přiznání“ napsal všechno, co si dokázal představit pod pojmem magie.
Když byl přiveden na popraviště, rozhodl se své přiznání odvolat, což mu ale vyneslo jen mučení, při němž se opět ke všemu přiznal. Poté byl znovu odveden na popraviště, lámán kolem, sťat a tělo rozčtvrceno.